# Marco Carnesecchi
Marco Carnesecchi (ur. 1 lipca 2000 w Rimini) – włoski piłkarz występujący na pozycji bramkarza we włoskim klubie Atalanta BC. Zdobywca Ligi Europy UEFA w sezonie 2023/2024.

## Sukcesy

### Atalanta BC
- Liga Europy UEFA: 2023/2024